# Сондужское
Со́ндужское (также Сандужское, Сондугское) — проточное озеро в Вологодской области России.

## География
Расположено в Тотемском районе, в 43 км северо-западнее районного центра — города Тотьма, на высоте 159,5 метра над уровнем моря.

## Характеристика
Относится к бассейну реки Ваги. Имеет форму неправильного овала, вытянутого с юго-запада на северо-восток по направлению от устья реки Сондуги к истоку реки Кулой, через которую осуществляется сток. Со всех сторон окружено болотами, с запада — болото Подровская Чисть, с востока — болото Помчища. Площадь водоёма — 7 км², длина — 4,4 км, максимальная ширина — 2,1 км, средняя глубина — менее 1,5 м, наибольшая глубина — 2 м. Дно илистое, с отложениями сапропеля. Берега низкие, торфянистые. Озеро реликтовое, имеет ледниковое происхождение. Находится в границах ландшафтного (комплексного) заказника областного значения «Сондугский», в центре древней озёрной котловины, большая часть которой сейчас превратилась в болото и заполнена торфом.

## Флора и Фауна
Интенсивно зарастает водными растениями, среди которых преобладают рогоз и камыш, кубышка и кувшинка, дальше от берега — тростник и камыш. Открытые участки заняты зарослями телореза, рдестов и урути.
Ихтиофауну представляют окунь, плотва, золотой карась, щука, ёрш, налим, язь.
На берегах гнездятся пискулька, большой подорлик, орлан-белохвост, белая куропатка, тетерев, глухарь, коростель, дупель.

## Данные водного реестра
По данным государственного водного реестра России и геоинформационной системы водохозяйственного районирования территории РФ, подготовленной Федеральным агентством водных ресурсов:
- Бассейновый округ — Двинско-Печорский
- Речной бассейн — Северная Двина
- Речной подбассейн — Северная Двина ниже места слияния Вычегды и Малой Северной Двины
- Водохозяйственный участок — Вага
- Код водного объекта — 03020300211103000004112